# Эларджи
Эларджи (груз. ელარჯი; абх. Аилаџь, аиладж) — кукурузная каша с добавлением большого количества сыра. Блюдо национальной грузинской кухни, которое традиционно готовят в регионе Самегрело. Родина блюда - Абхазия, где оно известно под названием "айладж". Варится на воде или (не традиционно для Грузии) молоке. Из сыров обычно используется сулугуни.

## Этимология
Слово "эларджи" происходит из абхазского слова "аилаџь" (ajlaӡ’) “мамалыга, сваренная с сыром”. Из аила “состав”, “смесь”, “смешанный” и џь(ӡ’) от аџьоуџьоура “переливаться”. Первый компонент аила (ajla) «состоять» широко используется в словообразовании,ср. аилаӡаҩа (аjlаёw°а) “разбавленный”, аиларш (ajlarљ) “припарка”, аиларҭәа (ajlart°a) “сплав”, “сталь” и др. 
В своей работе "К вопросу об абхазских заимствованиях в мегрельском языке" , опубликованной в журнале Вопросы языкознания. 1998. № 4, Российской академии наук,  доктор филологических наук, профессор В. Чирикба приводит целый ряд заимствованных мегрельским языком из абхазского слов, в том числе и слово "эларджи" с примерами изменения дифтонгов при заимствовании с абхазского языка. "aj (ej) > e абх. ajla(r)ӡ' >мегр. ela(r)ӡi "мамалыга, сваренная со свежим сыром". 

## Упоминание в литературе
В абхазском нартском эпосе несколько раз упоминается айладж. Айладж любимое блюдо героя нарта Саскрыква.

— Что случилось? — с тревогой обратилась к нему Сатаней-Гуаша.

— Ничего, — ответил Сасрыква, — я позабыл лепешки. Накорми-ка меня. И если это возможно — приготовь мой любимый айладж.

Сатаней-Гуаша живо просеяла муку, взяла свежего сыру и приготовила айладж. Она подала сыну кушанье, исходившее паром.

## Приготовление
Есть несколько рецептов эларджи с разными пропорциями воды (молока) и сыра, а также с использованием цельных кукурузных зёрен.
Для приготовления блюда требуется тонкой струйкой всыпать кукурузную муку в холодную воду и варить два часа. Когда каша загустеет, её снимают с огня и добавляют нарезанный кусочками сулугуни или имеретинский сыр (он может занимать почти половину объёма). Затем блюдо снова подогревают на среднем огне до растворения сыра. Можно подавать с зеленью.
Эларджи хорошо подходит для завтрака.

## Интересные факты
Абхазские хозяйки говорят, что правильно приготовленный айладж должен тянуться от котелка не обрываясь в длину потягивающейся кошки.